# Buckethead
Buckethead   (Huntington Beach, 13 de maig de 1969) és un guitarrista estatunidenc conegut per la seva manera de tocar de guitarra elèctrica innovadora i virtuosa. L'extensa discografia en solitari de Buckethead consta de més de 30 àlbums d'estudi.
Buckethead actua amb un cubell de Kentucky Fried Chicken al cap, de vegades estampat amb un adhesiu taronja on s'hi pot llegir «funeral» amb lletres majúscules. Això s'acompanya d'una màscara blanca sense expressió inspirada en la pel·lícula slasher de 1988 Halloween 4: The return of Michael Myers. També incorpora nunchaku i robot dance a les seves actuacions escèniques. Buckethead no apareix mai a les entrevistes sense algun tipus de màscara.

## Trajectòria
L'any 2011 va començar a publicar àlbums de la sèrie «Pike»: miniàlbums d'uns 30 minuts de durada, cadascun amb un número seqüencial similar a un còmic. A l'octubre de 2024, Buckethead havia publicat 662 àlbums de la sèrie Pike, incloent gairebé 300 enregistraments en directe.
Buckethead també ha publicat set àlbums d'estudi sota l'àlies de Death Cube K (un anagrama de Buckethead), i ha publicat àlbums col·laboratius amb artistes com Brain, Travis Dickerson, Melissa Reese, Viggo Mortensen, Shin Terai, DJ Disk, Bootsy Collins, That 1 Guy i àlbums amb els grups Praxis, Cornbugs, Science Faxtion, Guns N' Roses, Colonel Claypool's Bucket of Bernie Brains i Deli Creeps, entre d'altres. Del 2000 al 2004 Buckethead va ser guitarrista de Guns N' Roses, enregistrant l'àlbum Chinese democracy (2008) i actuant amb la banda en els primers concerts de la gira de presentació.
Buckethead va ser considerat per la revista Guitar World com l'iniciador «d'una nova era de virtuosisme» mentre classificava el llançament del seu àlbum debut de 1992, Bucketheadland, com el 45è més important de la història de la guitarra elèctrica. La revista també l'ha enumerat entre els «25 guitarristes més rars de tots els temps» i els «50 guitarristes més ràpids de tots els temps».
Buckethead ha citat una gran varietat d'influències musicals, com Michael Jackson, Parliament-Funkadelic, Shawn Lane, Michael Schenker, Uli Jon Roth, Paul Gilbert, Yngwie Malmsteen, Joe Satriani, Eddie Hazel, Randy Rhoads, Larry LaLonde, Mike Patton, James Cutri, Louis Johnson, Jimi Hendrix, Jennifer Batten, The Residents, Eddie Van Halen i Angus Young, així com els nombrosos artistes amb els quals ha col·laborat al llarg dels anys.
A més de les seves influències musicals, Buckethead cita una àmplia gamma de fonts no musicals, de les quals les cançons dedicades a aquestes inspiracions han estat un element bàsic de la seva discografia, amb especial atenció a jugadors de bàsquet com Michael Jordan (cançons «Jordan» i «Jump Man», àlbum Happy Birthday MJ 23), George Gervin (a «Iceman»), Blake Griffin (a «Crack the Sky» i «Griffin's Spike»), Pete Maravich (a «The Mark of Davis»), LeBron James (amb quatre cançons dedicades a ell) i Kareem Abdul-Jabbar (àlbum Kareem's Footprint). Altres influències inclouen l'actor Bruce Lee (a la cançó «The Game of Death» i la inspiració darrere de l'ús de nunchaku a l'escenari), l'escriptor H.P. Lovecraft (a la suite «Lurker at the Threshold» i el seu 55è Pike, The Miskatonic Scale), i pel·lícules i sèries de televisió de ciència-ficció i terror, com Little House on the Prairie, The Holy Mountain d'Alejandro Jodorowsky (a Kaleidoscalp), i Giant Robo (esmentat en diverses cançons, àlbums i episodis projectats a l'escenari), el cineasta japonès Takashi Miike i La matança de Texas.

## Discografia
Buckethead ha publicat una trentena àlbums d'estudi en solitari, així com més de 650 àlbums de la sèrie Pike.
Àlbums d'estudi en solitari 
- Bucketheadland (1992)
- Giant Robot (1994)
- The Day of the Robot (1996)
- Colma (album)|Colma (1998)
- Monsters and Robots (1999)
- Somewhere Over the Slaughterhouse (2001)
- Funnel Weaver (2002)
- Bermuda Triangle (2002)
- Electric Tears (2002)
- Bucketheadland 2 (2003)
- Island of Lost Minds (2004)
- Population Override (2004)
- The Cuckoo Clocks of Hell (2004)
- Enter the Chicken (2005)
- Kaleidoscalp (2005)
- Inbred Mountain (2005)
- The Elephant Man's Alarm Clock (2006)
- Crime Slunk Scene (2006)
- Pepper's Ghost (2007)
- Decoding the Tomb of Bansheebot (2007)
- Cyborg Slunks (2007)
- Albino Slug (2008)
- Slaughterhouse on the Prairie (2009)
- A Real Diamond in the Rough (2009)
- Forensic Follies (2009)
- Needle in a Slunk Stack (2009)
- Shadows Between the Sky (2010)
- Spinal Clock (2010)
- Captain EO's Voyage (2010)
- Electric Sea (2012)
- Bucketheadland 5-13 10-31 (2017)